# Calorimetría diferencial de barrido de potencia compensada
La calorímetria diferencial de barrido de potencia compensada es un método especial de calorimetría diferencial de barrido, conocido por sus siglas del inglés DSC (differential scanning calorimetry), en este método de análisis las muestras son estudiadas en dos hornos diferentes, separados y aislados térmicamente, en uno de estos hornos se coloca la muestra y en el otro la referencia. Las temperaturas en ambos hornos son medidas con termometros hechos de resistencia de platino, la señal con la cual se obtiene la capacidad calorífica cp proviene del calor necesario para mantener la muestra en la temperatura programada en el tiempo correspondiente al programa prestablecido.

## Flujo de calor
El flujo de calor en la muestra viene dado por
Φ = dQ / dt = cp m q
y este flujo Q es proporcional a la masa m de la muestra, la tasa de enfriamiento o calentamiento q=dT/dt y el calor específico de la muestra cp

## Principio de operación de este calorímetro
Este calorímetro pertenece a la clase de calorímetros cuya operación está basada en la compensación de potencia eléctrica requerida para calentar una muestra, el calor medido es prácticamente compensado por energía eléctrica. 
El tiempo integrado sobre la potencia de calentamiento es proporcional al calor liberado o consumido por la muestra.
- (Ps - Ps) = ΔP
- ΔP ~ Φ = (Φs - ΦR)

Para:
- P = Potencia
- S = Muestra
- R = Referencia
- Ms, MR = microhornos

La principal diferencia de Calorímetria diferencial de barrido de potencia compensada con respecto de la Calorímetria diferencial de barrido convencional, radica en que ambas muestras, separadas y aisladas resultan en un experimento cuyo control termodinámico permite obtener resultados más precisos. Este método toma en cuenta además de los incrementos en temperatura, la potencia consumida para lograr el incremento de temperatura.